# 餪女
餪女，也作暖女、餕女，是中式婚禮的婚後禮之一，在回門之後，新人回到男家，新娘的娘家到女婿家给女儿送食物的习俗称为餪女。唐宋已有
此俗现依然流行于中国很多地区。因女子初到夫家，一切尚不能完全适应，甚至有害怕心理，对夫家的食物也不一定完全接受。父母的为了增进女儿生活上的安全感，在新婚之后三日，女家会派人送食物馈女。西北地区称此一习俗为下麵禮。中国部分地区有趁餪女时宴请新娘亲属至男方家中，聊家常以联络、增进感情之俗，而被邀请的女方亲属均是今后新娘产子后摆满月酒所需邀请的女方宾客，趁餪女时再次熟悉新郎家地址，以便他(她)们日后赴满月宴时认得路。